# Новолікарське
Новоліка́рське —  село в Україні, у Доманівській селищній громаді Вознесенського району Миколаївської області. Населення становить 68 осіб. Колишній орган місцевого самоврядування — Зеленоярська сільська рада.

## Населення

### Мова
Розподіл населення за рідною мовою за даними перепису 2001 року:
| Мова       | Кількість | Відсоток |
| ---------- | --------- | -------- |
| українська | 65        | 95.59%   |
| румунська  | 2         | 2.94%    |
| російська  | 1         | 1.47%    |
| Усього     | 68        | 100%     |